# Canis lupus fuscus
Canis lupus fuscus és una subespècie extinta del llop (Canis lupus).

## Descripció
- Era molt similar en grandària a Canis lupus youngi i Canis lupus irremotus: feia 90 cm d'alçària, de 120 a 150 de llargària i pesava entre 36 i 41 kg.
- El seu pelatge era de color marró grisenc que, de vegades, tenia un pensament de vermell o esquitxades de color negre.[2]

## Distribució geogràfica
Es trobava a l'oest de Nord-amèrica: la Serralada de les Cascades (des del sud-oest del Canadà fins al nord de Califòrnia).

## Extinció
Es va extingir cap a l'any 1940 a causa de l'hostilitat dels ramaders i de les recompenses ofertes pels diferents governs per cada exemplar mort.